# Drymonia decora
Drymonia decora är en tvåhjärtbladig växtart som beskrevs av J.R. Clark och J.L. Clark. Drymonia decora ingår i släktet Drymonia och familjen Gesneriaceae. Inga underarter finns listade i Catalogue of Life.